# Paul Perret
Paul-Jean Perret (* 10. April 1880 in Lausanne; † 8. April 1947 ebenda; heimatberechtigt in Essertines-sur-Yverdon) war ein Schweizer Politiker (FDP).

## Privatleben
Paul-Jean Perret war der Sohn von Alexis Perret und Susanne Julie Perret-Magnin. Er absolvierte zuerst die kantonale Gewerbeschule in Lausanne und war dann als kaufmännischer Angestellter tätig. Danach war er Mitarbeiter bei zahlreichen waadtländischen Tageszeitungen, insbesondere als Kunstkritiker. Ab 1909 war er Redaktor bei der Tribune de Lausanne, von 1916 bis 1918 war er deren Herausgeber. Zudem war er Sekretär des Schweizerischen Werkbundes. 1913 heiratete er die Lausanner Künstlerin Nora Gross. 1946 verlieh ihm die geisteswissenschaftliche Fakultät der Universität Lausanne den Ehrendoktortitel.

## Politische Karriere
1921 stieg Perret gleich mit zwei Ämtern in seine politischen Tätigkeiten ein: Er wurde in den Gemeinderat von Lausanne und in den Grossen Rat des Kantons Waadt gewählt. 1924 wurde er in den Stadtrat von Lausanne gewählt, in dem er für das Schulwesen zuständig war. Von 1930 bis 1931 war er Stadtpräsident von Lausanne. Am 1. Dezember 1931 wurde er in den Nationalrat gewählt, trat aber nach drei Wochen am 22. Dezember 1931 bereits wieder zurück, da er auch in den Staatsrat des Kantons Waadt gewählt worden war. Das Nationalratsmandat musste er aufgrund der Gewaltentrennung aufgeben. Das Amt als Staatsrat übte er bis 1942 aus und war dort Vorsteher des Erziehungs- und Kirchendepartements.